# Amjad Abou Alala
Amjad Abou Alala (arabe : أمجد أبو العلا), né à Dubaï, est un réalisateur, scénariste et producteur soudanais, résidant aux Émirats arabes unis.
Il se fait connaître internationalement avec son premier long métrage Tu mourras à 20 ans sorti en 2019. Ce film est la première soumission du Soudan pour les Oscars dans la catégorie « Meilleur film international », mais n'atteint pas la sélection finale. Néanmoins, le film remporte plusieurs prix dans des festivals internationaux et est diffusé à l'échelle internationale.

## Biographie

### Enfance, études et débuts
Abu Alala naît aux Émirats arabes unis de parents soudanais et grandit à Dubaï. Il étudie les sciences des médias et de la communication à l'université des Émirats arabes unis. Il réalise ses premiers documentaires pour plusieurs chaînes de télévision arabes et occidentales. Jusqu'en 2019, il réalise quatre courts métrages.

### Carrière
Pour son premier long métrage, Abou Alala se tourne vers le Soudan, pays d'origine de ses parents, tous deux natifs de Wad Madani, au centre du pays. Désireux d'explorer ses racines, il recherche une histoire adaptée non seulement au public soudanais, mais également aux téléspectateurs du monde entier. Il choisit une nouvelle de l'écrivain soudanais Hammour Ziada publiée en 2014.
Son long métrage Tu mourras à 20 ans est présenté et primé à la Mostra de Venise 2019 en août 2019 dans le cadre de la compétition Venice Days. En septembre, il le projette également au Festival du film de Toronto. Par coïncidence, le film est tourné au moment de la révolution soudanaise contre Omar el-Bechir, renversé par les militaires lors de manifestations en avril 2019 après avoir dirigé le pays pendant près de trente ans. Cela représente de grands défis pour toute l'équipe, non seulement à cause des restrictions gouvernementales, mais aussi parce qu'il n'y a pas d'industrie cinématographique au Soudan et qu'ils doivent transporter plusieurs tonnes de matériel dont ils ont besoin pour le tournage,. En tant que producteur, Abou Alala fonde un laboratoire de création en collaboration avec le Doha Film Institute (en) et produit cinq courts métrages.
En 2013, Abou Alala remporte le prix du meilleur scénario de théâtre arabe pour son scénario Apple Pies. En plus de faire la promotion des films soudanais, il participe à la sélection du Festival du film indépendant du Soudan (en) à Khartoum et de l'Institut du cinéma arabe. Il participe au Festival international du film de Locarno 2021 comme membre du jury pour la section des premiers longs métrages qui se déroule du 4 au 14 août.

## Films préférés
En 2022, Abou Alala participe aux sondages sur les films Sight and Sound. Elle a lieu tous les dix ans pour sélectionner les plus grands films de tous les temps, en demandant aux réalisateurs contemporains de nommer dix films de leur choix.
Les sélections d'Abu Alala sont les suivants :
- Douze Hommes en colère (1957)
- Persona (1966)
- Le Miroir (1975)
- Gare centrale (1958)
- L'Éternité et Un Jour (1998)
- Rêves (1966)
- Le Goût de la cerise (1997)
- Dancer in the Dark (2000)
- Tu ne tueras point (1987)
- Le Cheval de Turin (2011)

## Filmographie

### Court métrage
- 2004 : Café et Oranges
- 2005 : Plumes d'oiseaux
- 2009 : Teena
- 2012 : Studio

### Long métrage
- 2019 : Tu mourras à 20 ans

## Prix
- Festival du film d'El Gouna (Égypte, 2019) : Étoile d'or dans la section Compétition narrative : Tu mourras à 20 ans
- Mostra de Venise 2019 : Prix Lion du Futur du meilleur premier long métrage : Tu mourras à 20 ans